# Palo Alto

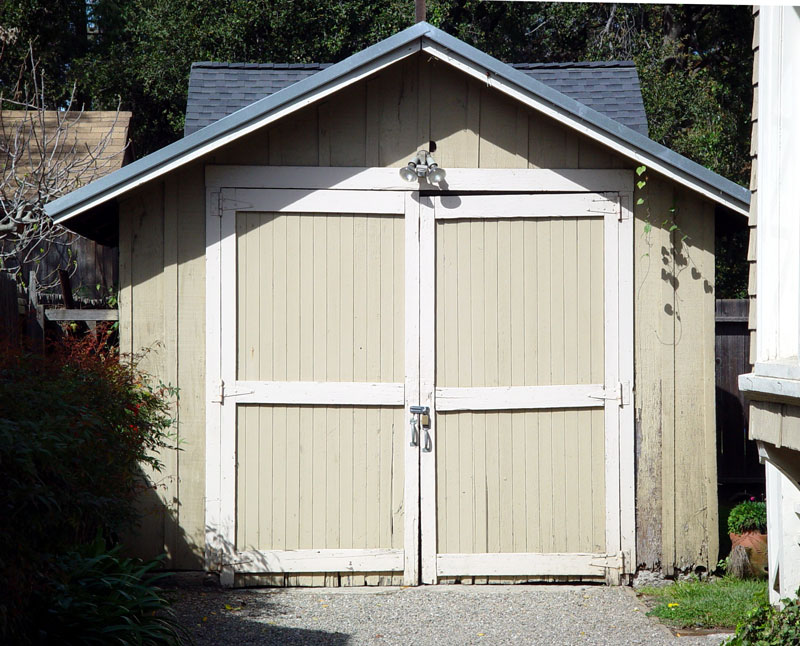
Garage i Palo Alto där Hewlett-Packard grundades.

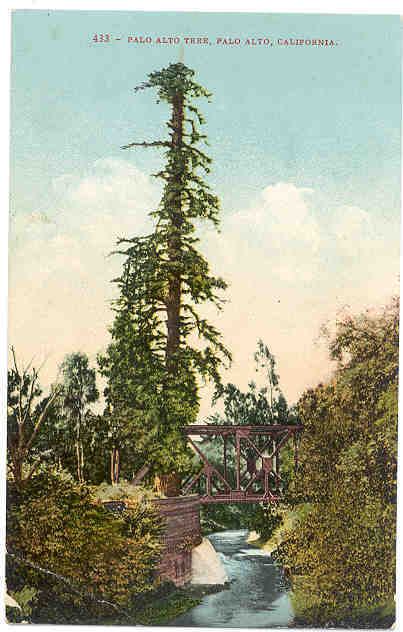
Trädet El Palo Alto, som gav staden dess namn. Bild från tiden kring 1910. Trädet var då i dåligt skick på grund av föroreningar från tåg med koldrivna ånglok.

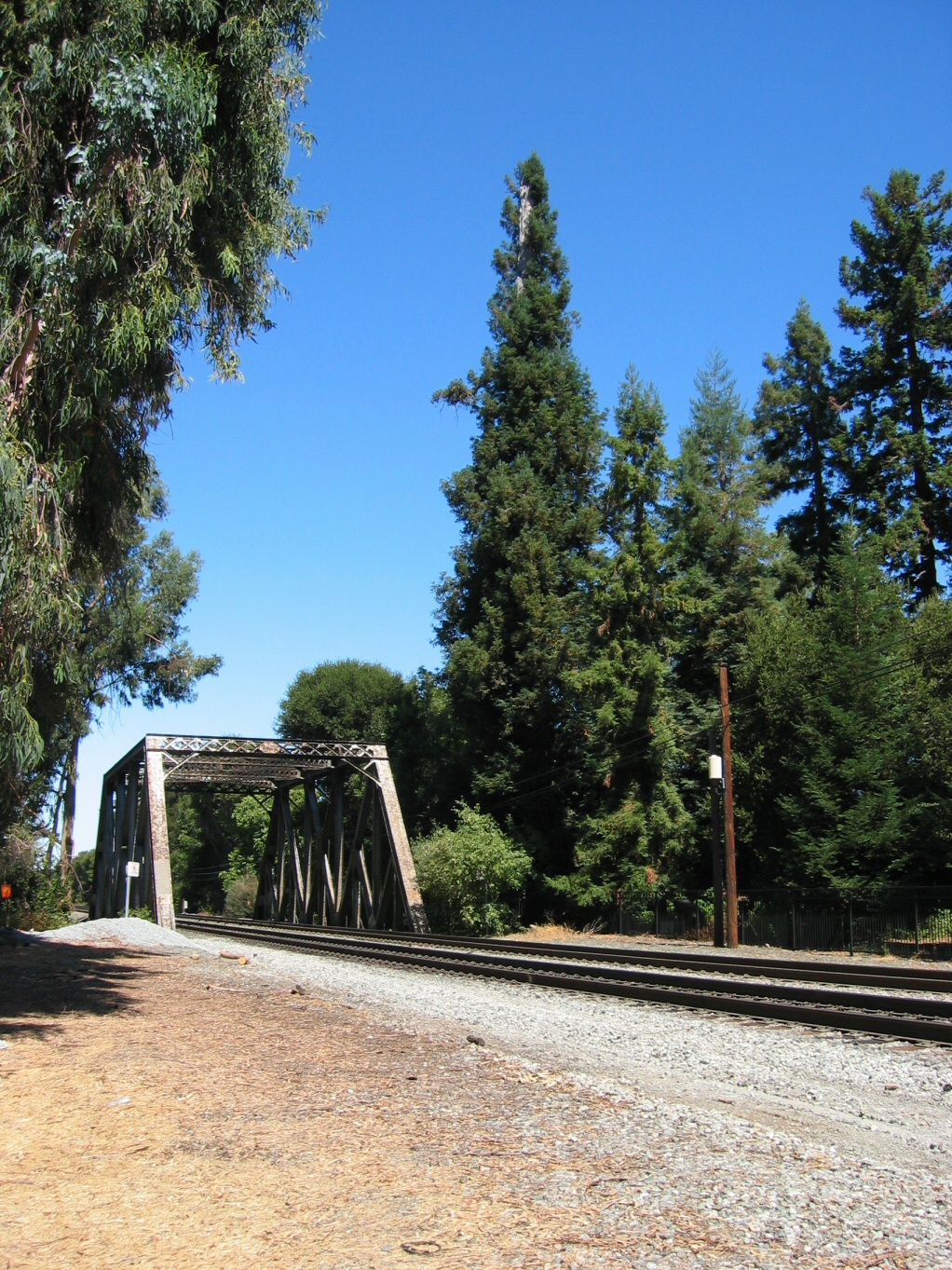
Trädet El Palo Alto som det såg ut kring 2004.

Palo Alto är en stad i Kalifornien, USA med 58 598 invånare (2000). 
Staden ligger i norra delen av Silicon Valley (cirka 60 kilometer sydöst om San Francisco och cirka 30 km nordväst om San Jose).
Där finns bland annat det berömda universitetet Stanford University och även huvudkontor för ett antal kända högteknologiska företag, till exempel Hewlett-Packard.
Namnet "Palo Alto" är spanskt och betyder "hög påle", vilket i det här fallet syftar på ett högt träd som heter El Palo Alto och som fortfarande finns kvar. Trädet är en amerikansk sekvoja som växt på platsen i mer än 1000 år.

## Ekonomi
Palo Alto är en viktig centralort för dataindustrin i Silicon Valley. Staden hyser mer än 7 000 företag vilka tillsammans sysselsätter över 98 000 personer.  Många framstående teknikföretag finns i Stanford Research Park på Page Mill Road, medan den närbelägna Sand Hill Road i grannstaden Menlo Park har blivit ett centrum för riskkapitalister. Stadens ekonomi följer i allmänhet den ekonomiska utvecklingen i resten av Silicon Valley. Välkända företag och forskning med huvudkontor i Palo Alto är: 
- Amazon.com's A9.com
- Accenture (före detta nordamerikanska HQ. Det globala HQ ligger i Hamilton, Bermuda)
- Aricent
- Better Place
- BMW (Teknologi)
- CNF Inc.
- Danger, Inc.
- EPRI
- Facebook
- Genencor
- Hewlett-Packard
- IDEO
- Merrill Lynch (största kontoret utanför New York, NY)
- Ning
- Onlive
- PAIX
- Palo Alto Networks
- Photobucket
- Posedge Inc
- Rave Wireless (grundad i Palo Alto, nuvarande huvudkontoret ligger i Framingham, Massachusetts)
- SAP AG (Nordamerikanska HQ. Det globala HQ ligger i Walldorf, Tyskland)
- Schering-Plough Biopharma
- Socialtext
- Space Systems/Loral
- Tapulous
- Tesla Motors
- Tibco Software
- The Wall Street Journal
- Varian Medical Systems
- VMware
- Wilson Sonsini Goodrich & Rosati (technology law firm)
- Xerox

Dessutom har Palo Alto en livlig detaljhandel och utvecklad restaurangbransch. Stanford Shopping Center och downtown Palo Alto (runt University Avenue) är populära destinationer.